# مسجد مضائق ملقا
مسجد مضائق ملقا يقع في مدينة ملقا بولاية ملقا في ماليزيت. أقيم فوق مياه البحر في على جزيرة الاصطناعية ملاصقة لجزيرة ملقا. ويتسع لأكثر من ألفي مصلٍّ. افتتحه توانكو سيد سراج الدين ملك ولاية برليس في 24 تشرين الثاني 2006.